# 日本の地球温暖化に対する脆弱性
日本の地球温暖化に対する脆弱性（にほんのちきゅうおんだんかにたいするぜいじゃくせい、Climate_change_vulnerability in Japan) は、日本国に影響を与える緊急で重要な課題である。

## 解説
日本列島は北海道の厳しい冬から沖縄の亜熱帯気候まで幅広い気候区分を有する上、地形も多様なため気候変動（地球温暖化）の影響を受けやすい。実際に2000年代以降の顕著な異常高温の頻発など、気候パターンに注目すべき変化が観察されている。その変化は生態系を混乱させ、農業生産性に影響を与え、水資源を攪乱し、インフラと人間の居住地やその安全性に重大な課題をもたらす。　特に近年は過去になかったほどの豪雨や異常高温による被害が顕著になってきている。令和に入ってからだけでも死者86人を出し西日本の広範囲で鉄道網を破壊し農林水産関係の被害額が2208 億円にのぼった令和2年7月豪雨、令和3年8月豪雨、各地で合計降水量が平年の6月の月降水量の2倍を超えたなど観測史上最多雨量（2024年時点）を記録した令和5年６・7月の大雨　とほぼ毎年大雨による災害が続いた。令和5年（2023年）はさらに日本年平均気温及び日本近海の平均海面水温がいずれも統計開始以降最高となり、米・野菜・果実の農作に被害が出た。そのわずか翌年（2024年）日本国内年平均気温の1898年以来観測史上最高記録は2年連続で更新されかつての平年気温との差は1.48℃に達し、わずか2年でパリ協定1.5℃遵守（など）が殆ど絶望的な状況に陥った。これら発表のわずか4か月後2025年2月6日、欧州連合（ＥＵ）の気象情報機関「コペルニクス気候変動サービス」は2025年１月の世界平均気温は13.23℃で、１月としては1940年からの観測史上最高だったと発表した。産業革命前と同程度とされる1850～1900年の１月の平均より1.75℃高くパリ協定目標をすでに突破し、温暖化がすでに始まった1991～2020年の1月の平均さえよりも0.79℃も高い。科学者たちは「海洋を冷却するラニーニャ現象があったにもかかわらずこの状況に地球が陥ったことは温暖化がすでに危険なレベルに達したことをはっきり示しており、バレンシア洪水やロサンゼルス山火事を踏まえると、危険な気候崩壊が全地球スケールで到来したことに疑いの余地はない。」と述べた。

## 日本の産業と温暖化ガス排出
日本の国民一人当たりの二酸化炭素排出量はほぼ世界平均の倍である。2020年の日本は全世界の温室効果ガス（GHG）排出の3.2%に責任があり、総量でも国民一人あたりでも世界第5位であった。　2022年日本国民一人当たりの二酸化炭素排出量は8.5トンであった。　

2019年の日本の温室効果ガス排出は1212 Mt 二酸化炭素当量でこれは年間の全世界排出量の2%を超えており、　その一因として電力の30%以上が石炭により供給されていることがある。　2021年時点でもまだ石炭火力発電所が建設されており、　その一部は将来にも残される可能性がある。

日本は国民一人あたり世界第5位の二酸化炭素排出国である（2021年）

|            | 排出量Mt |
| ---------- | -------- |
| エネルギー | 432.93   |
| 産業       | 279.2    |
| 交通・運輸 | 198.58   |
| 商業       | 64.71    |
| 家庭       | 53.36    |
| 工業生産   | 45.17    |
| 廃棄物     | 30.88    |
| その他     | 3.11     |

### 輸送（交通・運輸）
日本の輸送部門の活動は日本の総二酸化炭素排出量の20%に責任がある。　日本の輸送活動は石油燃料に大きく依存しており、車両の燃費向上や人口減少により輸送に伴う二酸化炭素排出量は2001年以来減少しているものの、しばらくはその依存が続くと予測されている。　輸送部門を脱炭素化する課題の一つはその変革に必要な技術のコストである。　

### エネルギー供給と化石燃料
日本では2012年の福島の原子力発電所事故をきっかけとした原子力発電の段階的廃止により、2010年に15%であった原子力発電による電力供給は2019年には4%に減少した。 この結果日本は化石燃料への依存を一層増加させ、エネルギー供給は石油（38%）・石炭（27%）・ガス（23%）と大部分が化石燃料であり、2019年には総一次エネルギー供給の88%に達している。　この状況が日本におけるカーボンニュートラル社会の実現を困難にしており、日本の総一次エネルギー供給のうち再生可能エネルギーは2021年でわずか8%だが、これでも1990年以来の倍である。

### 産業排出
日本は他の先進国と比較して巨大なエネルギー消費を伴う工業（製鉄やセメントなど）が依然として大きな存在を占めており、中国やインド、ブラジルなどと比較してもエネルギー消費量が多い。　日本国内の全体的な産業による温暖化ガス排出量は二酸化炭素換算量で年間約967.4百万トンであり、特に鉄鋼産業はそのうち約111.9百万トンを占めている。
研究によれば、日本における日別のPM2.5濃度上昇が平均10μg/m3の場合、事故によらない総死亡率が1.3%増加するとしている。　2010年日本では屋外の大気汚染により年間100万人あたり468人が死亡したが、2060年までに779人に増加する可能性があると予測されている。

### 稲作とメタンガス排出
日本人の米食習慣につきまとう問題として、日本国内の一般消費社会ではあまり認識されていないかもしくは軽視されているが極めて大きな問題が水田耕作に伴うメタンガスの発生である。これは水田米食文化の東アジアを中心とした世界的大問題であり、2020年のプロジェクト ドローダウンでも気候変動に対して世界規模で実施すべき100項目（食料生産のみならずエネルギー、建設、運輸などすべての分野を含む）の対策課題中優先度28位とされている。水田は人工湿地でありClimate TRACEによる2023年の見積もりでは世界で2710万トンのメタンを排出した。日本はそのうち101万トンを排出し世界第8位の稲作メタン排出国となっている。（Sector: Agriculture>Rice cultivation, Select region: All countries or Japan, in ）。日本の稲作によるメタン排出量は平成20－21年の日本では二酸化炭素換算量で年間約557万トンと推定された。これは2023年までに知られた中で世界最大の天然メタンガスの漏出（13万トン）の1.5倍もの量である。557万トンを当時の国内米生産高813万トンで割ると、１万トン当たり米の生産に伴うメタンの二酸化炭素換算排出量は6851トンにもなる。
これを輸入小麦の重量あたりの換算二酸化炭素排出量と比較する。2017～2021年の日本の輸入小麦平均流通量は482万トンであり、その輸入先内訳はアメリカ（40.3%）・カナダ（35.2%）・オーストラリア（24.4%）であった。これら小麦の生産で排出される二酸化炭素は、小麦1トンあたり205キログラム（=1万トンあたり2050トン、アメリカ産で計算）と見積もられている。この小麦を日本まで輸送する際の二酸化炭素排出量（フードマイレージ）は海外輸送二酸化炭素計算ツールで見積もることができる。アメリカとカナダからの輸入はシカゴから東京、オーストラリアからの輸入はシドニーから東京までの距離で鉄道と船舶で運送した場合について計算すると、貨物1トンあたりの二酸化炭素排出量は前者は0.24トン、後者は0.07トンであり、これより小麦482万トン（アメリカ・カナダから76%＝366.3万トン、オーストラリアから24%＝115.7万トン）の日本輸入にかかる二酸化炭素排出量を算出すると 960144トン二酸化炭素である。したがって１万トン当たり小麦の国際輸入による二酸化炭素は1992トンであり、生産と輸入を合計すると小麦1万トンあたり4042トンとなる。言うまでもないが国内産小麦では国際輸入にかかる分はゼロである。
したがって水田米の国内稲作に伴う換算二酸化炭素は、水稲耕作や国内輸送にともなう二酸化炭素排出を含めずメタンガス発生だけでも輸入小麦の6851/ 4042＝1.7倍にも達する。重量あたりカロリーは米と小麦でほぼ同じなのでカロリーベースで比較しても、国内産米食は輸入小麦食と比べてさえも少なくとも約２倍の地球温暖化負荷をかけているのが現実である。以上の理由から水田からのメタンガス排出対策は農林水産省でも積極的な支援を行っている。

## 日本の自然環境への影響

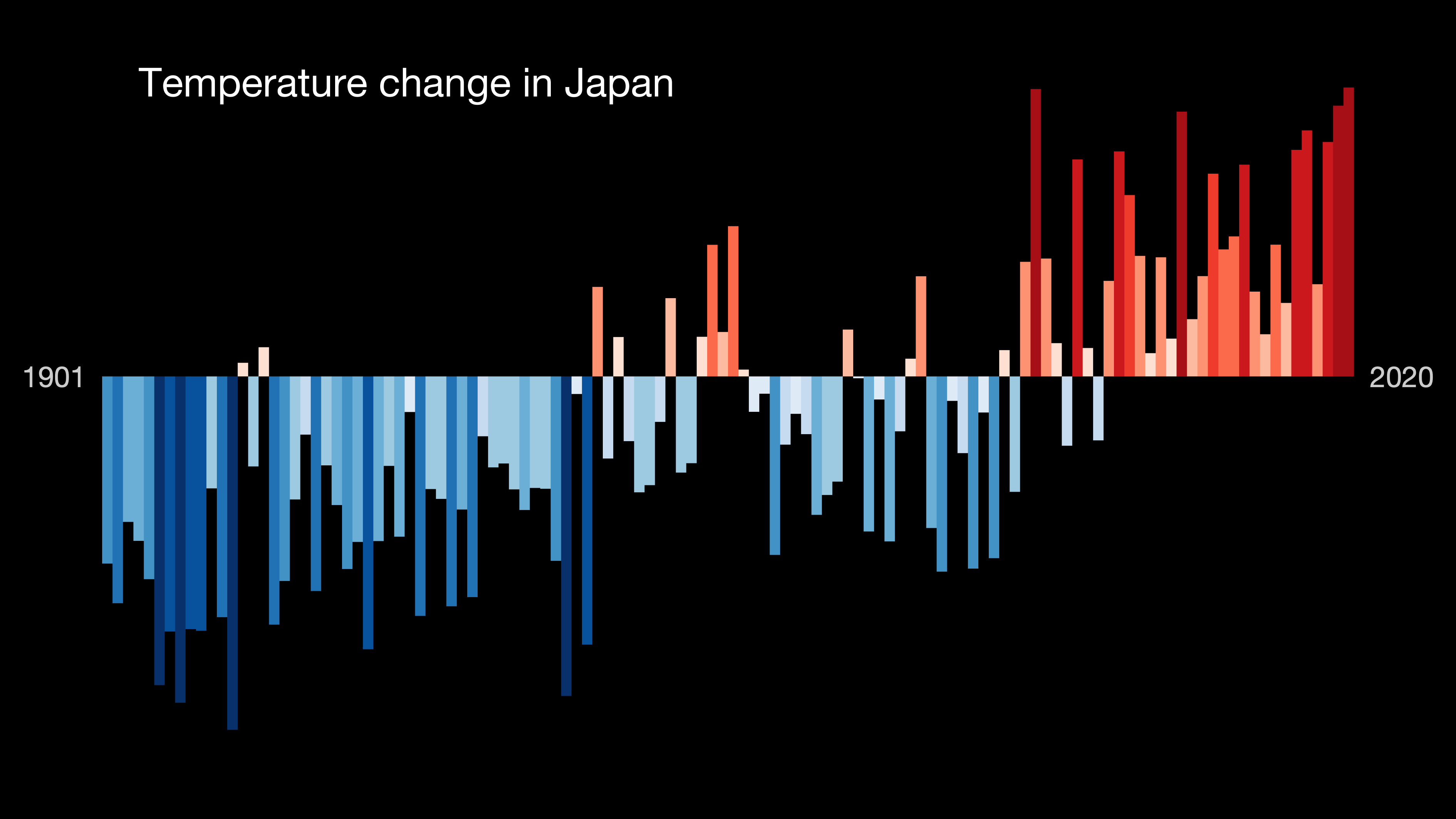
日本の1901-2020年の平均年間気温の異常値。1995年あたりから急激な上昇が認められる。

気象庁と文部科学省は2025年3月、「日本の気候変動2025 —大気と陸・海洋に関する観測・予測評価報告書」を公表した。それによると世界平均気温が2℃上昇した場合、工業化以前には100年に１回の大雨が100年あたり約2.8倍増え、同じく高温は100年あたり約67倍増えると予測している（ともに全国平均）。2025年１月の世界平均気温は13.23℃で産業革命（すなわち工業化社会）前と同程度とされる1850～1900年の１月の平均より1.75℃高く、2025年3月現在平均気温2℃上昇のシナリオはほぼ現実のものとなりつつある。

### 気温
日本では1995年ころを境に急激に異常高温が頻発するようになった。2023ー2024年と2年連続で日本国内年平均気温の1898年以来観測史上最高記録は更新され2024年ではついにかつての平年気温との差が1.48℃に達し、わずか2年でパリ協定1.5℃遵守（など）が殆ど絶望的な状況に陥った。
このわずか2年間での急激な気温上昇に加え季節の変わり方が急激になり、春と秋が極端に短くなりかつて「四季」であった日本の気候はもはや「二季」になってしまったとされている。摂氏40℃前後の夏の酷暑が当たり前になりつつある上、温暖化といえども冬の寒さは厳しいままであり、日本は以前よりもはるかに暮らしにくい気候になってしまった。
2025年5月米国研究機関クライメート・セントラルは、日本を含む247の国と地域で2020~24年の間、早産など妊娠に関わる健康リスクが高まる気温を上回った日数を推計し、温暖化が起きなかったと仮定した場合より増えた日数を数えた結果を発表した。それによると約９割の国と地域で健康に影響が出る恐れがある暑い日がほぼ倍増し、日本は国全体で年平均15日増の33日だった。都道府県別では、リスクが高まるとされる気温は沖縄が29.1度で年平均で最多の36日増えて42日、東京は28.6度で28日増の43日、鹿児島は29.5度で22日増の33日だった。　
日本の気温の将来予測は想定した温暖化ガス排出シナリオにより大きく異なる。2100年の気温予測は、温暖化ガス排出削減を最大限実行した場合では夏季・冬季それぞれ約1.5°Cおよび2°Cの上昇だが、温暖化ガス排出を現行のまま削減しない場合は約5°Cおよび6°Cの上昇である。　この結果日本のケッペン気候区分は大きく変わると予測されている（下図参照）。

### 豪雨、豪雪、異常気象
日本の年間総降水量は減少傾向にあるものの、集中豪雨など極端な降雨が頻繁に発生する傾向にあり、年によっては洪水や、逆に農業などに大損害をもたらすほどの水不足が引き起こされることがある。　また気候変動は熱波、干ばつ、高潮、台風などを促進する。　気象庁によると2024年正月の大震災被害からの復興にまだほど遠い能登半島を2024年9月に記録的豪雨が襲ったのは、地球温暖化の影響であるとしている。 シミュレーションによると、日本海南部の海水温は当時平年より4.5°Cも高い海洋熱波状態であったところへ黄海上にあった台風14号から大量の水蒸気が供給された結果である。

一方冬季も以前より北上した暖流により供給される水蒸気が、偏西風の蛇行により以前より南下した北極寒気とぶつかることにより豪雪となる。　たとえ温暖化で冬季降雪量が全体としては減少傾向であっても、「集中豪雪」が頻発する。2025年2月3日帯広市の積雪量はほぼゼロであったのが、その日夜半から極端な大雪が降り翌朝9時の積雪量は129センチメートルにも達した。

沖縄での台風、2010年

### 海面上昇、流氷減少
地球温暖化による氷河や氷床の融解により世界的に海面が上昇しているため、日本では特に、南部や東部の沿岸部が高波による被害を影響を被る可能性が高い。　また北海道オホーツク沿岸に毎冬到来している流氷は量が激減している。　これは流氷を目的とする観光資源の損失であるばかりか、北海道沿岸部の海洋生態系をも攪乱し昆布などの水産物の成長にも多大な損害を及ぼしている。

### 水資源
地球温暖化は降水量と蒸発散率の両方に影響し、日本の水資源の利用可能性に悪影響を与える。　水資源の減少は、農業などにとって大問題であり、深刻な渇水が起こるシナリオでは干ばつを防止するため治水管理を伴う異なった農作方法が必要となる。具体的な例として：
- 雪や氷の減少は河川流量を減少させ最終的に干ばつを引き起こしうる。稲作など雪解け水が重要な農業では特にその影響が大きい。
- 低および中程度の二酸化炭素排出シナリオでは、予想される水の流出が増加し土壌侵食（著しい場合土石流など）、それによる汚染物質の輸送、さらには洪水を引き起こす可能性がある。
- 地下水蓄積の変化は地下水に依存しているインフラに影響を与え、汚染を引き起こし、さらには（海面上昇による）塩分浸食の増加さえも引き起こしうる。

### 生態系
気温、降水パターンの変化、海面上昇は、生物種の分布と豊富さに影響を及ぼす。具体的には：
- 種の分布の変化：気温が上昇すると、種はより涼しい条件を求めて緯度や標高の高い範囲に移動する。[63]　その結果生態系のバランスを乱し、適応できない生物種の喪失を引き起こす可能性がある。[63]
- 季節の現象の変化：気候変動により、開花、渡り、冬眠などの季節イベントのタイミングが変わる。[63]　その結果受粉や捕食者-被食者の関係など、生物種の相互作用に影響を与える可能性がある。[63]
- 生物種の季節的行動の変化が新たな脅威となりうる。温暖化との関係は定かではないものの、2024年12月北海道増毛町にて、その時期通常は冬眠しているはずのヒグマの足跡が民家からわずか100メートルほどの地点で点々と続いているのが見つかった[64]。
- 森林生態系の変化：気候変動により、森林の成長、生産性、組成が変化しており、すでに原生林の生態系は影響を受けている。[65]　また気温と降水パターンの変化は森林火災のタイミングと強度に影響し、それによる二酸化炭素と大気浮遊微粒子の排出の増加に加えて、生物多様性の喪失につながる可能性がある。[66]
- 海洋生態系への影響：上昇する海水温と海洋酸性化が海洋生態系に影響を与え、種の分布と豊かさの変化、食物連鎖の攪乱を引き起こしている。[67]　その結果漁業に影響を与える可能性がある。[67]

全体として気候変動は日本の生態系に重大な影響を与えており、これらは今後も続きさらに加速する可能性さえある。日本はこれらの影響を緩和し適応するための対策を講じ、生物多様性と生態系がもたらすサービスを保護することが急務である。
環境省と日本自然保護協会が2005年から2022年まで継続実施した、日本国内1000箇所での生態系の変化の調査「モニタリングサイト1000」によると、里山に生息する鳥類の15%、蝶類にいたっては33%が年3.5%以上のペースで減っているという衝撃的な事実が明らかになった。この減少ペースが続くと身近な日本のスズメ（欧米に普遍的にいるイエスズメとは別種であることに注意）やオオムラサキが絶滅危惧種となる可能性さえあると指摘されている。

### 生物多様性
日本は、9万以上の認識された生物種が存在する生物多様な地域で、そのうち、両生類、爬虫類、淡水および海洋生物の30%以上、哺乳動物と植物の20%以上が絶滅の危機に瀕している。季節現象と分布の記録によれば、日本では気候変動に対応して生態学的な変化が起こっており、生物多様性に対する主要な脅威となっていることが示されている。　
多くの生物種で季節的な生態現象が遅れ、種の相互作用が変化している。一部の昆虫などで急速な分布拡大が観察されており、また将来の予測では高地植物種にとって適した気候の地域が著しく減少することが示唆されている。　気候変動が日本の生物に与える影響は日本以外の地域で以前に報告された観察や予測と常には一致していなくとも、他の地域での調査は日本での影響を理解し予測することにも有用である。2025年ネイチャー誌に報告された淡水生物系の全世界的な20年間以上にわたる調査報告では、評価対象とした23,496種の十脚類、甲殻類、魚類、昆虫類（トンボ）のうち、4分の1が絶滅の危機に瀕していることが判明した。日本固有の淡水魚は4割程度が絶滅危惧種と評価されている。これらの報告ではこの大絶滅危機と地球温暖化の関係は論じられていないものの、2021年の研究で地球温暖化が世界の淡水魚にもたらす脅威について詳細に判明しており、485 件の研究と500万件以上を統合した2024年のサイエンス誌に発表された分析でも、地球の気温上昇が1.5°Cを超えると絶滅が急速に加速し、排出量が最も多いシナリオでは世界生物種約3分の1が絶滅危惧となるとしており、地球温暖化が日本でも淡水生物種絶滅を加速することはほぼ確実である。
2025年3月27日、国際自然保護連合（IUCN）は、絶滅の恐れがある動植物をまとめたレッドリストの最新版を公表し、ムツゴロウを絶滅危惧種に追加した。

### 海水温上昇

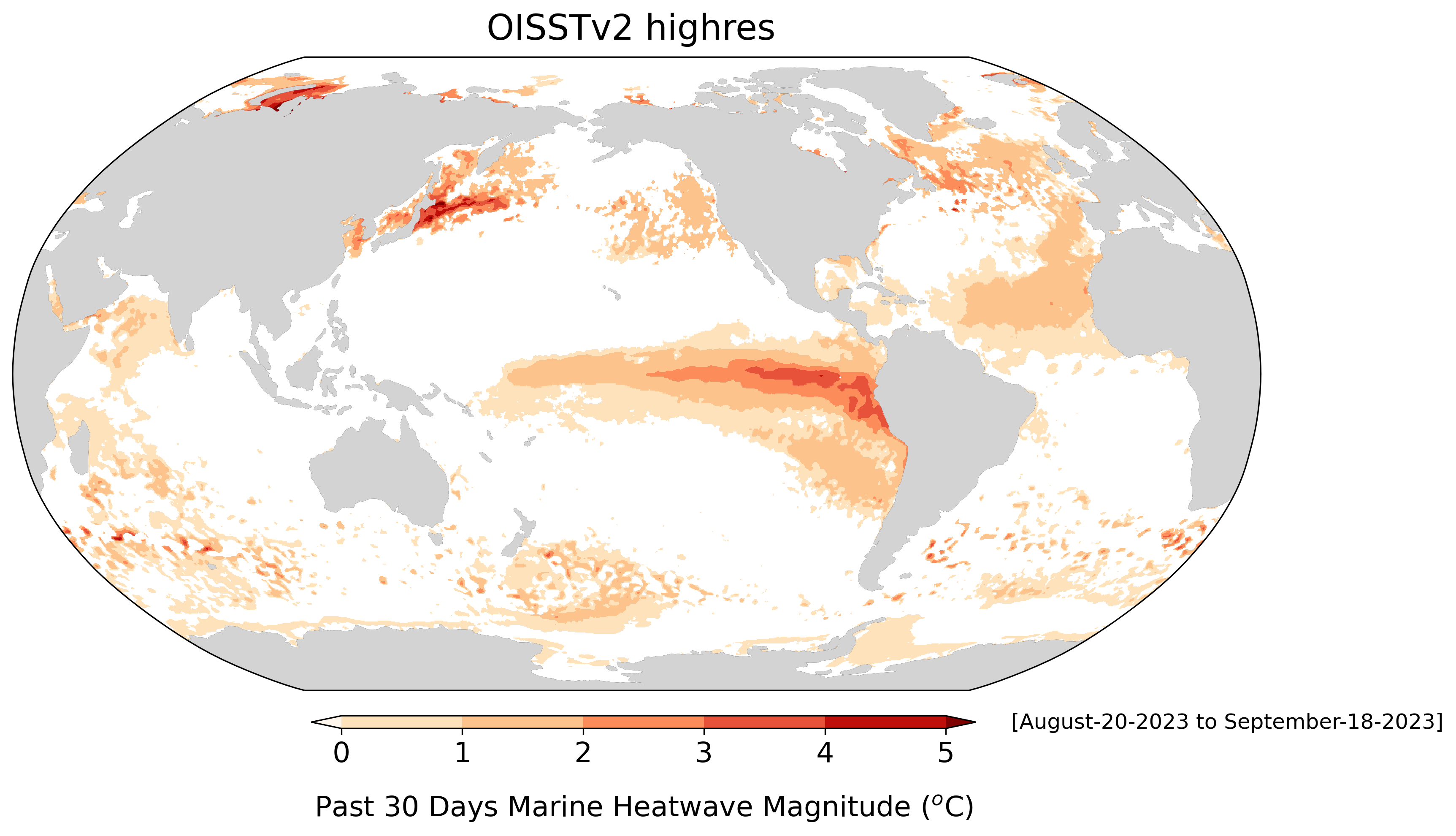
2023 年 8 月と 9 月に発生した海洋熱波を示す世界地図。ロシア北部カラ海、南米西部に加え日本東北・北海道太平洋沿岸の海洋熱波が世界的にみても最も顕著である。

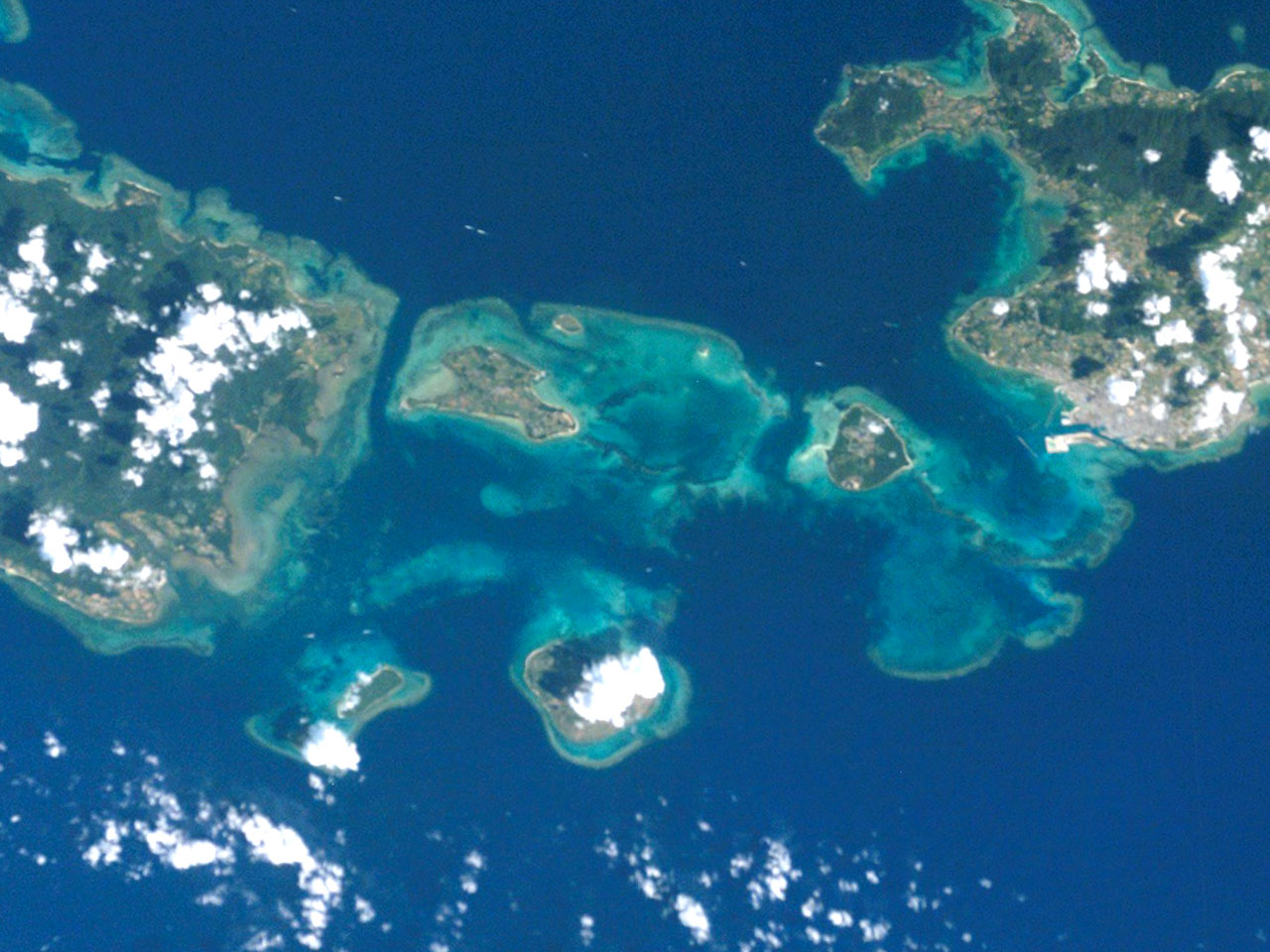
沖縄の石西礁湖はサンゴの白化を被っている。

記録的な暑さは世界的な海水温上昇とそれによる極地の氷床の融解や海水膨張による著しい海面上昇を引き起こした。NASA主導の分析によると、2024年の海面上昇率は年間0.23インチ（0.59センチメートル）で、予想されていた年間0.17インチ（0.43センチメートル）を大きく上回った。NASAジェット推進研究所によると2024年の海面上昇は予想以上であり、その上昇速度はますます速くなっているのが明らかだという。
日本近海の海面水温上昇は世界の海の２倍以上の速さで進行しており、2024年には３～４°Cくらい高くなっているところもあった。この海洋熱波の原因のひとつとして、本来房総半島沖付近を北端としていた黒潮が三陸沖にまで北上するようになったことが指摘されている。この海水温の上昇で極端な台風・雨・雪が頻発し、かつて異常気象とみなされていたレベルがもはや異常ではなくなりつつある。
日本の海洋では上昇する海温と海洋酸性化の影響で多くのサンゴが死滅している。たとえば2015-2016年の海水温上昇により沖縄で大規模なサンゴ白化が発生し、特に2016年夏に石西礁湖（日本最大のサンゴ礁）のサンゴの約90%に影響が及び、漁業生産やレクリエーションダイビングなどあらゆる潜在的な資源が損失した。　2017年1月の環境省発表では石西礁湖の70%のサンゴが死滅した。　世界的にもIUCNの2024年11月の発表によると、世界のサンゴの44％（390種類）が絶滅危機とされ、2008年の発表時の3分の1から大幅に増えた。日本近海では棲息する461種類のうち178種類が絶滅危惧種とされた。IPCCによれば地球の気温が産業革命前と比べて1.5℃上昇するとサンゴ礁は70～90%減少し、2℃上昇するとほぼ消滅する。
2024年9月、三宅島自然ふれあいセンター・アカコッコ館とコーラル・ネットワークによる調査で、昨年は69％であった富賀浜海底造礁サンゴの被覆率は23％に減少し、しかもその100％が白化している状態であった。この調査区域内ではオニヒトデや他のサンゴ食生物による食痕もみられておらず白化原因は食害ではなく海水温上昇であることが示唆された。　
2024年10月、本来ならば黒潮に棲息するハワイの高級魚シイラ（マヒマヒ）が宮城県沖で大量に漁獲された。黒潮系の暖水が宮城県沖に来て牡鹿半島の先の海水温が25℃近い状態で、逆に本来宮城県沖で撮れるサケやサンマが不漁となった。
同じく2024年10月、山形県鶴岡市沖水深約5メートルの岩場に造礁サンゴの一種キクメイシモドキが棲息しているのが確認された。それまで日本国内の造礁サンゴの棲息北限は新潟県佐渡島沖とされていたがそれよりも80キロメートルも北上した。　

## 日本の国民生活への影響
気候変動による影響として、経済では農業、都市化、エネルギーに影響を与え、健康関連では高温による死亡率増加、熱帯地域の伝染病の北方への伝播、農作不振による食料減産などがある。

### 農業
気候条件の変化、気温上昇、降雨減少、熱波や干ばつなどの激化は、作物の収量を減少させその品質を低下させうる。気温上昇への対応として、作付け域をより高地へ移動させる必要が生じる可能性があり、さらには収穫までの期間も変化しうる。　気温が高いと灌漑の需要が増加し、それによる灌漑地域の拡大は水資源の脅威となる。　研究によれば気候変動が既に稲作に重大な影響を及ぼしており、　特に特定の地域や極端に暑い年の稲の生産が減少する。　これらは日本の農作を脆弱とし国の食料安全保障に脅威をもたらす。　農業および水資源に関する適応策では将来の気温上昇への備えが必要で、灌漑施設の管理と改修に注力するとともに、最も暑い期間における作物品種の変更を予測し、高温耐性のある品種の開発に取り組むべきであるとされている。

### 都市化
2020年時点で日本は91.8%もの人口が都市地域に集中している。　この傾向は今後も続き、2050年までに都市化率がほぼ95%になると予想されている。　それに伴う都市部の大気汚染が温暖化による都市の熱波をさらに増加させることが分かっている。

### 熱波と高気温によるストレス
日本の平均気温は上昇しており、特に東日本や北日本では熱や高温による死亡率と罹患率が倍増する可能性がある。　超高齢化社会を迎えつつある日本では2035年までに65歳以上人口比率が約38%になると予想されており、高齢者は特に熱中症に対し脆弱である。　1968-1994年の間の熱中症による死亡者は2,326人であるが、そのうち厳しい熱波により気温が38℃を超えた日を記録した1994年だけで589人にもなる。　2018年の夏には熱中症の緊急患者が95,137人発生し、そのうち160人が死亡し50%以上が65歳以上であった。　
熱中症については高齢者ばかりでなく小児も危険な状況になり得る。2023年5月にサントリー食品インターナショナル（株）と気象専門会社ウェザーマップ（株）との共同実験を実施し、地面の照り返しの影響などにより、大人と比較して子どもの身長の高さで計測した気温は＋7℃程度にも達することを確認した。すなわち子どもにおいては背が低いというだけで熱中症の危険度が高まる。 ベビーカーの赤ちゃんや犬猫など地表を移動する生き物も同様である。

### 労働力の低下
地球温暖化の影響は労働力供給と生産性の両方に及ぶ。2021年の研究によれば3.0℃の温暖化シナリオでは、将来の気候変動が世界総労働力を低曝露部門で18ポイント、高曝露部門で24.8ポイント減少させると予測された。　日本では、低い排出シナリオのもとでさえ総労働力は0.88%減少、中程度の排出シナリオでは2.2%減少すると予想されている。

### 熱帯性伝染病の蔓延
地球温暖化の影響によりデング熱を媒介するヒトスジシマカが従来よりも北方で見つかるようになり、デング熱が日本で全国に広がりうるようになった。、2014年に発生した日本でのデング熱の発生はそれを裏付けている。　CMCC（2022年）によれば2050年までに、温暖化ガス高排出シナリオの場合は日本国民の81.8%がデング熱の、また82.7％がジカ熱の伝染リスクにさらされる可能性がある。
現在の日本は地域的にはマラリア発生地とは見なされていないものの根絶されたわけではなく、その伝播に関与する蚊はまだ存在している。　予測によれば、2050年までに温暖化ガス高排出シナリオの下では42.5%がリスクにさらされる可能性がある。

### 沿岸部の洪水
日本は頻繁に台風が襲来する国である。地理的な要因および日本の沿岸部の密集した都市化により、特に本州で極端な降雨と沿岸洪水に対しての脆弱性が高まっている。　2018年の集中豪雨では200人以上の死者、230万人以上の避難者、および70億ドル以上の被害が発生した。　
CMCCは、海面上昇、波の高さ、台風の頻度の増加により、日本での被害は増加すると指摘した。洪水のリスクは将来的に増加し、例えば東京では洪水の水深は2050年までに170%増加する見込みで、これにより不動産やインフラの被害が220-240%増加しうる。

### エネルギー
2020年9月と10月の台風により、日本全国で1000万世帯に停電が発生した。　地球平均よりも速い気温上昇と熱波頻度の上昇により、日本国内では冷房需要が増加し、　これがさらに屋外の気温を上昇させるという悪循環につながり、都市部での一層の熱波の激化を引き起こす。

## 日本の緩和・適応策と現状

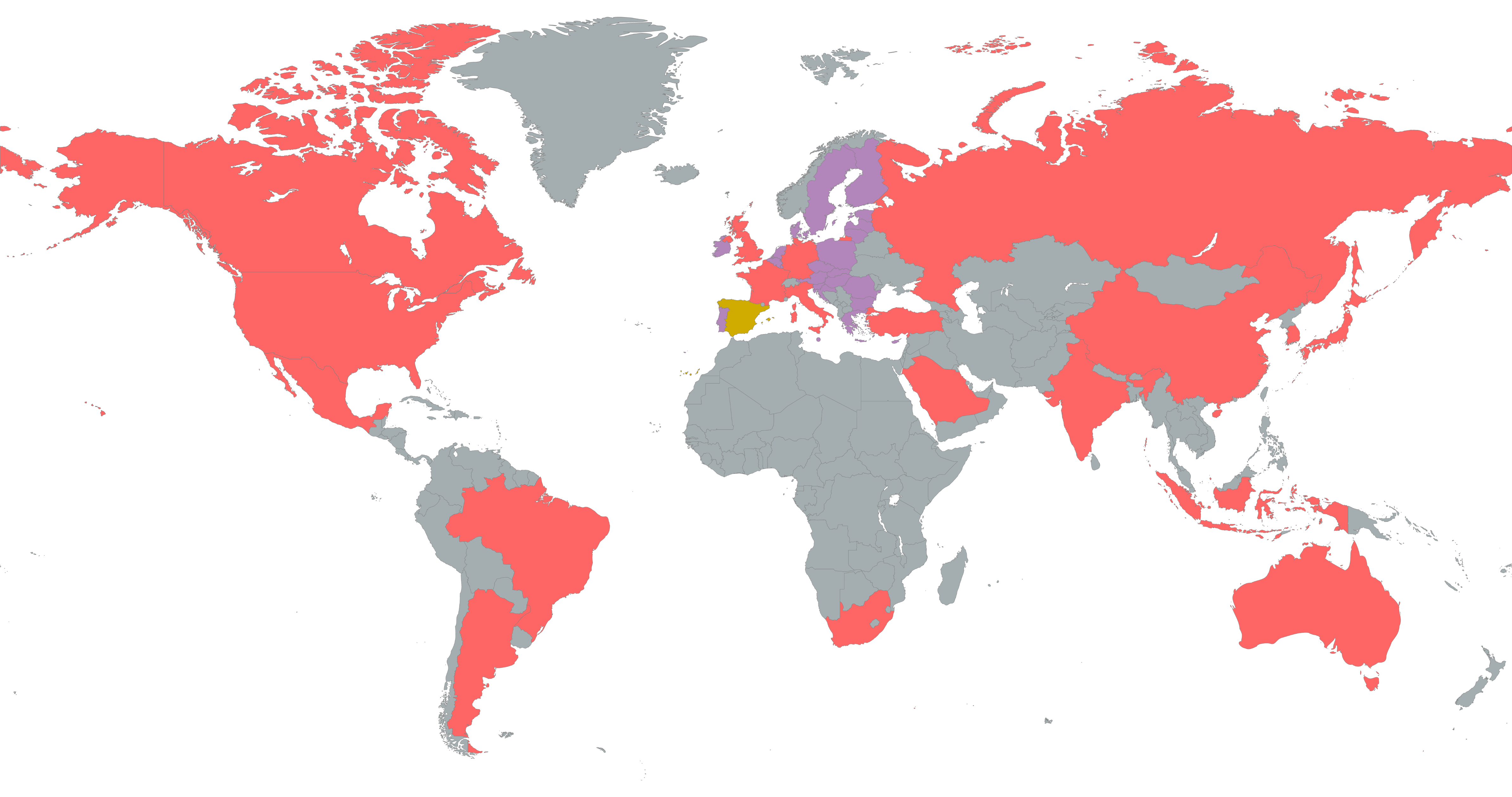
G20諸国（赤）

### 政策と立法
日本は京都議定書署名国でありそれを作成した1997年の会議の開催国として、二酸化炭素の排出を削減し気候変動の抑制に関する措置を講じるという条約の遵守義務がある。日本が策定した京都議定書目標達成計画の主要な支柱は、環境と経済の追求の確保、技術の促進、一般意識の向上、政策手段の活用、国際協力の確保となっている。　
日本は2050年までにカーボンニュートラルを目指すとしている。　しかしながら、日本政府は2015年に気候変動の影響に対し、農業・林業・漁業、水資源、自然生態系、自然災害および沿岸域、人間の健康、産業・経済活動、市民生活と都市生活など、様々なセクターでの具体策を含む国家適応計画を制定したものの、2050年カーボンニュートラルを達成しうると信頼に足る計画ではないと批判された。　ようやく日本政府は、建築物の建築から運用・解体までの二酸化炭素排出量算出を建築主や建設業者に求める制度の検討を開始し、2026年通常国会への関連法案提出を目指している。
日本は2015年のパリ協定で求められた通り2020年までに新しい国家気候計画を発表した最初の国であったものの、この計画は消極的で2013年の国家気候計画から大きな変更はなく、2013年の炭素排出量からの削減目標は26%にとどめられた。　2018年に発表された日本の戦略的エネルギー計画では、2030年までにそれぞれ、石炭の使用量を32％から26％に減少させ、再生可能エネルギーの割合を17％から22-24％に増やし、原子力の割合を6％から20-22％に増加させるとした。その一環として、日本は140基ある石炭火力発電所のうち、古く効率の低い114基のうち100基の閉鎖を目指すことを発表した。しかし2020年時点で日本ではそれらに代わる16基の新しい石炭火力発電所が建設中で、石炭エネルギーからの脱却ははかどっていない。　世界で5番目に大きな炭素排出国である日本の国家気候計画がこのように消極的であることに対し、World Resources Instituteは「世界をより危険な軌道に乗せるもの」と評し、World Wildlife Fund Japanは「まったく誤ったシグナル」と表現した。
2021年の研究によれば、世界が2度以上の気温上昇を回避する可能性を50%にするには、日本は気候変動への取り組みを49%増加させる必要がある。95%の可能性でそれを達成するには、取り組みを151%増加させる必要があり、1.5度未満にとどまる可能性を50%にするには、取り組みを229%増加させる必要がある。:Table 1 同年のClimate Action Trackerによる分析では、気温上昇を1.5°Cにとどめるには日本は2030年までに二酸化炭素排出量を2013年のそれから62%削減するべきであるとした。さらに2024年、IPCCにより日本は最低でも2035年までに温室効果ガスを66%削減（2013年度比）する必要があるとされているにも関わらず、日本政府が示した目標は60%減（2013年度比）であり、問題視する声が経済界からさえも上がっている。

### 使用エネルギー源の移行
日本のエネルギー転換指標における総合的な評価はG20諸国の平均に合致しているものの、再生可能エネルギーを増やし化石燃料の使用を減らすという点で改善の余地がある。　2020年に日本は、2050年までにエネルギーの完全な脱炭素化を達成するとの目標を掲げたが、しかしながら2030年までの炭素排出削減は26%しかコミットしておらず、引き続き化石燃料への依存性が今後も数年間続く。一方、再生可能エネルギーや核エネルギーなどへの移行に伴い、それぞれの脆弱性に直面する可能性がある。

### 炭素価格・炭素クレジット
2012年以来、日本は石油・石炭・天然ガスに対して「気候変動緩和税」を課している。　これはこれらの化石燃料が発生する炭素排出量により課される税金で、一般的なトンあたり289円 (2.63米ドル) としている。　日本は2023年10月11日に炭素クレジット市場を開始し、2028年には炭素税が導入される見込みである。

### 地方自治体レベル
2018年12月に施行された気候変動適応法では、日本の地方自治体（都道府県および市町村）はそれぞれ独自の気候変動適応計画を策定するとしている。また各地方ごとに気候変動適応研究を行うためのセンターの設置も求められており、これは研究機関、大学、または他の適切な地方機関と提携して設立されることがある。しかし2021年時点で計画を策定している地方自治体は、47都道府県のうち半分以下の22県、1,741の市町村のうちわずか30自治体にとどまっており、研究センターの設立は23県と2自治体となっている。気候変動適応法は地方自治体間で共同して計画やセンターを作成することも認めているものの、2021年時点でそのような事例はない。

当時東京都知事であった石原慎太郎氏は、東京都独自に日本初の排出枠制度を作成し、2020年までに温室効果ガスの総排出量を2000年のレベルから25%削減することを決定した。　2010年東京都は炭素排出取引制度を導入し「炭素排出許可証」をおおよそ50米ドルに設定した。

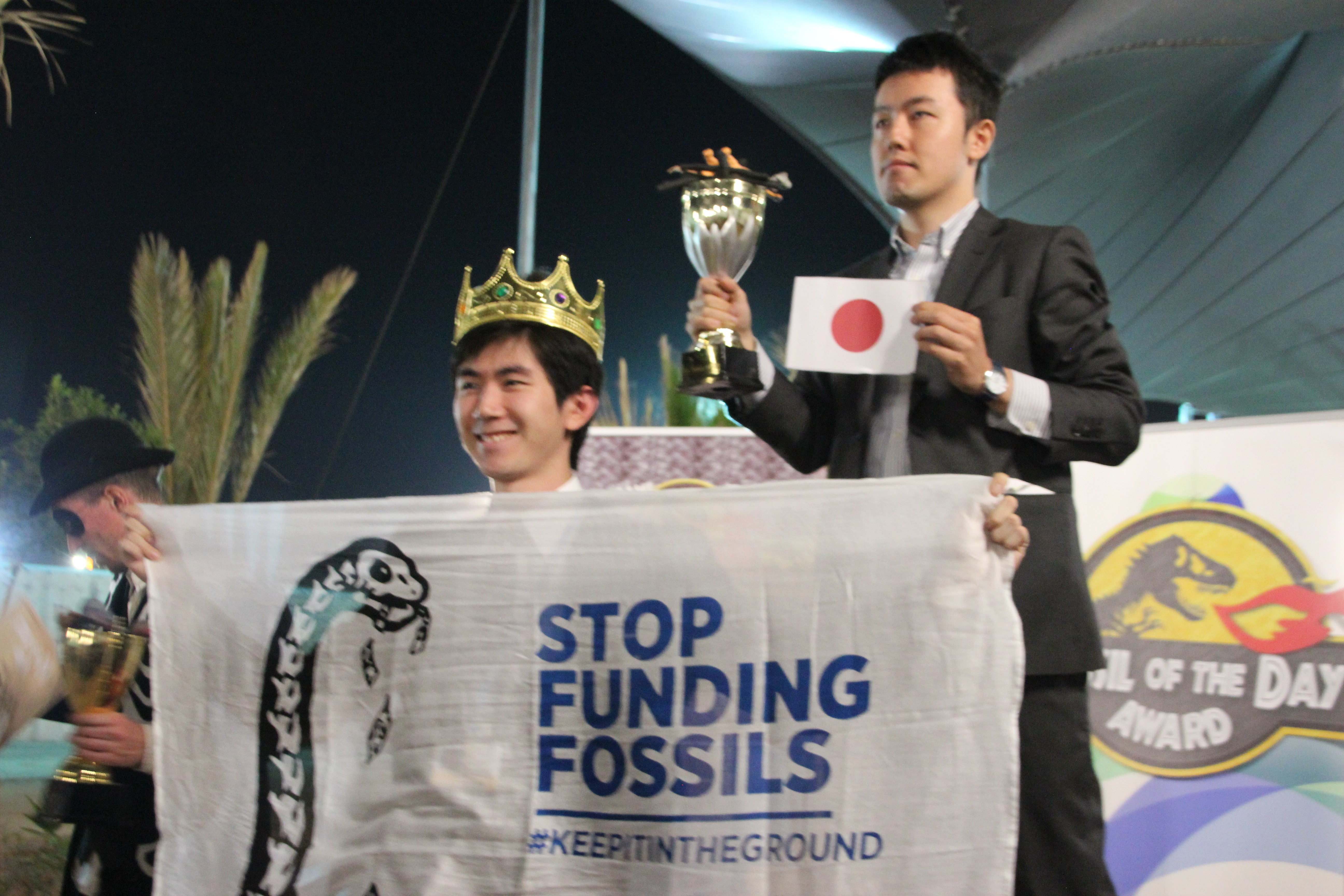
2016年の国際連合気候変動枠組み条約締約国会議において、日本の気候変動緩和政策に反対するデモ参加者たち。

## 引用と脚注
1. 1 2 3 4 5 6 7 8 9 10 11 12 13 14 15 16 17 18 19 20 21 22 23 24 25  “Japan” (英語). G20 Climate Risk Atlas (2021年10月19日). 2023年5月17日閲覧。
2. ↑  “CP - Home” (英語). www.climate-of-the-past.net. 2023年5月16日閲覧。
3. ↑  https://www.maff.go.jp/j/zyukyu/anpo/attach/pdf/risk_2022-1.pdf　異常気象のリスクについて【異常気象】 農林水産省　2022年
4. ↑  “梅雨前線及び台風第2号による大雨”. www.data.jma.go.jp. 2024年2月11日閲覧。
5. ↑  “2023年に発生した主な自然災害をまとめたインフォグラフィックを公開 加入している火災保険の補償内容を確認し自然災害への対策を”. プレスリリース・ニュースリリース配信シェアNo.1｜PR TIMES (2023年12月15日). 2024年2月11日閲覧。
6. ↑  “気象庁｜報道発表資料”. www.jma.go.jp. 2024年2月11日閲覧。
7. ↑  “「最も暑い夏」の影響でコメや野菜、果実に高温被害 異常気象の恒常化で急がれる適応策と支援”. Science Portal - 科学技術の最新情報サイト「サイエンスポータル」. 2024年2月11日閲覧。
8. 1 2  社会部, 時事通信 (2025年1月6日). “２４年の国内平均気温、過去最高 ２年連続、温暖化顕著に―気象庁：時事ドットコム”. 時事ドットコム. 2025年1月9日閲覧。
9. 1 2  “２４年の平均気温、過去最高 平年を１・４８度上回る：東京新聞デジタル”. 東京新聞デジタル. 2025年1月9日閲覧。
10. 1 2  Comusubi(https://www.facebook.com/comusubi3/).+“1.5℃目標とは ｜ JCLP”. JCLP. 2025年1月9日閲覧。
11. 1 2  Igini, Martina (2025年2月6日). “January Breaks Temperature Record Globally, Startling Scientists” (英語). Earth.Org. 2025年2月6日閲覧。
12. ↑  “"Terrifying" January was hottest in recorded history, say scientists” (英語). Newsweek (2025年2月6日). 2025年2月6日閲覧。
13. ↑  “3-01 世界の二酸化炭素排出量（2020年）”. JCCCA 全国地球温暖化防止活動推進センター. 2024年2月11日閲覧。
14. ↑  “Annual CO₂ emissions”. Our World in Data. 2021年3月12日閲覧。
15. ↑  “Per capita CO₂ emissions”. Our World in Data. 2021年8月24日閲覧。
16. ↑  “Japan documents”. unfccc.int. 2019年11月14日時点のオリジナルよりアーカイブ。2021年5月12日閲覧。
17. ↑  “Report: China emissions exceed all developed nations combined” (英語). BBC News. (2021年5月7日) 2021年5月7日閲覧。
18. ↑  “As global carbon emissions surge, can China and Japan quit the coal?” (英語). www.cbsnews.com. 2021年5月12日閲覧。
19. ↑  “Last planned coal plant project in Japan scrapped amid green push | The Asahi Shimbun: Breaking News, Japan News and Analysis” (英語). The Asahi Shimbun. 2021年9月18日閲覧。
20. ↑  “New study finds potential $71 billion stranded asset problem for coal in Japan” (英語). Institute for Energy Economics & Financial Analysis (2019年10月7日). 2021年9月18日閲覧。
21. ↑  “Japan: CO2 emissions by sector” (英語). Statista. 2021年8月24日閲覧。
22. 1 2 3  Kii, M., Isikawa, R., & Komeani, Y. (2023). Toward a carbon neutral urban transportation system in Japan. Urban Forestry & Urban Greening, Volume 62, 2021, 127171
23. ↑  Ju, Y., Sugiyama, M., Kato, E. et al. (2021). Industrial decarbonization under Japan’s national mitigation scenarios: a multi-model analysis. Sustain Sci 16, pp. 411 – pp. 427
24. ↑  Statista. 2020. Carbon dioxide emissions from the manufacturing sector in Japan in 2020, by industry. Available at, https://www.statista.com/statistics/1305632/japan-carbon-dioxide-emissions-manufacturing-sector-by-industry Accessed: 2023-04-10
25. ↑  Michikawa, T., Ueda, K., Takami, A., Sugata, S., Yoshino, A., Nitta, H., & Yamazaki, S. (2019). Japanese nationwide study on the association between short-term exposure to particulate matter and mortality. Journal of epidemiology, 29(12), 471-477
26. ↑  “日本人に伝えたい｢稲作が温暖化促進｣の衝撃事実”. 東洋経済オンライン (2022年8月1日). 2024年10月9日閲覧。
27. ↑  “農業で地球温暖化に立ち向かう ～水田からのメタン抑制と高温耐性のイネ育種～”. Science Portal - 科学技術の最新情報サイト「サイエンスポータル」. 2024年10月9日閲覧。
28. ↑  “お米は地球を苦しめている！？～水田からのメタンガス（CH4）量を衛星データで検証してみた～”. 宙畑. 2024年10月9日閲覧。
29. ↑  “【最近の研究成果】東アジアの水田が放出するメタン量を推定しました ｜ 地球環境研究センターニュース”. cger.nies.go.jp. 2024年10月9日閲覧。
30. ↑  https://drawdownjapan.org/ 地球温暖化を逆転させるための100の方策を提案するために立ち上げられた国際プロジェクト。2020年から30年間でどれくらいの効果を上げられるか科学的に評価・提言することを目的として70名の研究者が22ヶ国から参加、データ収集、研究、シミュレーションし、その結果を120名のアドバイザーが評価し、温暖化の逆転に効果の高い順からリストアップした。それらの詳細は日本語版の書籍でも読むことができる。「DRAWDOWNドローダウン― 地球温暖化を逆転させる100の方法」山と渓谷社、ISBN 978-4635310437
31. ↑  “Improved Rice Production | Project Drawdown” (英語). drawdown.org. 2024年10月9日閲覧。
32. ↑  “Country Inventory - Climate TRACE” (英語). climatetrace.org. 2023年12月22日閲覧。
33. 1 2  “水田メタン発生抑制のための 新たな水管理技術マニュアル　（独）農業環境技術研究所”. 2024年10月9日閲覧。 “"農林水産業・食品製造業によって排出される温室効果ガスには、...（中略）....  これらを二酸化炭素に換算して合計すると年間 5100 万トンであり、...（中略）....  水田から発生するメタンは年間 557 万トンであり、農林水産業・食品製造業における温暖化ガス排出量の 10.8％、...（以下略）”

ここで言う「メタンは年間 557 万トン」は二酸化炭素換算量であることに注意。該当箇所にはその旨明記されていないが、その後ろで「温暖化ガス排出量の 10.8％」との記述があることから、その前の「これらを二酸化炭素に 換算して合計すると年間 5100 万トンであり」の記述とあわせると557万トンは二酸化炭素換算量を意味していることがわかる。”
34. ↑  Guanter, Luis; Roger, Javier; Sharma, Shubham; Valverde, Adriana; Irakulis-Loitxate, Itziar; Gorroño, Javier; Zhang, Xin; Schuit, Berend J. et al. (2024-08-13). “Multisatellite Data Depicts a Record-Breaking Methane Leak from a Well Blowout” (英語). Environmental Science & Technology Letters 11 (8):  825–830. doi:10.1021/acs.estlett.4c00399. ISSN 2328-8930.
35. ↑  一般に使われているメタンの地球温暖化の二酸化炭素換算係数28で557万トンを割るとメタン重量で19.9万トンとなり、13万トンの1.5倍となる。
36. ↑  “平成22年産及び23年産米 取引の状況について　農林水産省”. 2024年10月9日閲覧。
37. ↑  “小麦はどこの国から輸入されているのか教えてください。：農林水産省”. www.maff.go.jp. 2024年10月9日閲覧。
38. ↑  “Life Cycle CO2 Emissions from Production of Wheat, Flour and Bread”. 2024年10月9日閲覧。
39. 1 2  “海外輸送 CO2計算ツール（NX-GREEN Calculator） | ロジスティクス・ソリューション | 日本通運”. www.nittsu.co.jp. 2024年10月9日閲覧。
40. ↑  366.3万トン小麦x 0.24トン二酸化炭素/ 輸入トン + 115.7万トン小麦x 0.07トン二酸化炭素/ 輸入トン = 960144トン二酸化炭素
41. ↑  “水田で取り組む温室効果ガス削減　農業水産省”. 2024年10月9日閲覧。
42. 1 2  Analytics), Manish Karkera & Guy Griffiths (Institute for Environmental. “Show Your Stripes” (英語). showyourstripes.info. 2024年1月28日閲覧。
43. ↑  “『日本の気候変動2025』を公表しました | 気象庁”. www.jma.go.jp. 2025年3月27日閲覧。
44. ↑  “「日本の気候変動2025」を公表しました：文部科学省”. 文部科学省ホームページ. 2025年3月27日閲覧。
45. 1 2  “暑い夏が続くと思ったら急に冬がやってくる 日本は四季から二季に変わったのか 専門家が語る異常気象 立花義裕教授インタビュー 1 ページ目”. エコトピア (2024年11月6日). 2025年1月17日閲覧。
46. ↑  “温暖化は日本狙い撃ち？ 猛暑・豪雨が普通の時代、「四季から二季へ」”. nippon.com (2024年12月26日). 2025年1月17日閲覧。
47. ↑  “Climate Change and the Escalation of Global Extreme Heat | Climate Central” (英語). www.climatecentral.org. 2025年6月1日閲覧。
48. ↑  “温暖化、妊娠中の健康に影響 日本は１５日増、米機関分析：東京新聞デジタル”. 東京新聞デジタル. 2025年6月1日閲覧。
49. ↑  BBC Visual and Data Journalism team (2019) How much warmer is your city? - BBC News, News. Available at: https://www.bbc.co.uk/news/resources/idt-985b9374-596e-4ae6-aa04-7fbcae4cb7ee Accessed: 2023-04-10
50. 1 2 3  Beck, Hylke E.; Zimmermann, Niklaus E.; McVicar, Tim R.; Vergopolan, Noemi; Berg, Alexis; Wood, Eric F. (2018-10-30). “Present and future Köppen-Geiger climate classification maps at 1-km resolution” (英語). Scientific Data 5 (1):  180214. doi:10.1038/sdata.2018.214. ISSN 2052-4463.
51. ↑  “9月の能登豪雨、地球温暖化の影響で雨量15%増 観測史上1位も：朝日新聞デジタル”. 朝日新聞デジタル (2024年12月9日). 2024年12月23日閲覧。
52. ↑  “令和６年９月の石川県能登の大雨に地球温暖化が寄与 －イベント・アトリビューションによる結果－”.   文部科学省. 2024年12月23日閲覧。
53. ↑  Kawano, Tetsuya; Kawamura, Ryuichi (2025). “Impact of unusually high SSTs in the southern part of the Sea of Japan on heavy rainfall that occurred in Noto, Japan, on 21 September 2024”. Sola advpub. doi:10.2151/sola.2025-021.
54. ↑  “温暖化なのに最強寒波「なぜ？」大雪と雪不足が同時に起こる可能性とその理由”. 国際環境NGOグリーンピース (2023年1月24日). 2025年1月17日閲覧。
55. ↑  “暖冬なのに大雪の危険性が増大？ 地球温暖化によって日本の冬はどう変わる？”. ウェザーニュース. 2025年1月17日閲覧。
56. ↑  “【解説】海水温の上昇が引き起こすドカ雪のメカニズム 温暖化でシーズン中の降雪量は減少傾向も「集中豪雪」が増加 ｜FNNプライムオンライン”. FNNプライムオンライン (2025年1月23日). 2025年2月4日閲覧。
57. ↑  “北海道で記録的大雪に 帯広市はたった半日で120センチ 強烈寒波の影響は長期戦へ(気象予報士 日直主任)”. tenki.jp (2025年2月4日). 2025年2月4日閲覧。
58. ↑  Lindsey, R. (2022) Climate Change: Global Sea Level | NOAA Climate.gov. Available at: http://www.climate.gov/news-features/understanding-climate/climate-change-global-sea-level Accessed: 2023-04-26
59. ↑  “公共交通に乗って流氷を守ろう！キャンペーン - オホーツク総合振興局地域創生部地域政策課”. www.okhotsk.pref.hokkaido.lg.jp. 2024年2月14日閲覧。
60. ↑  “流氷「厚さ」も減 北大教授ら分析 ２月に米学会で発表へ：北海道新聞デジタル”. 北海道新聞デジタル. 2024年2月14日閲覧。
61. ↑  “沸騰するオホーツク海 流氷が激減している＜気候異変 第１部・昆布だしがなくなる日＞①：北海道新聞デジタル”. 北海道新聞デジタル. 2024年2月14日閲覧。
62. ↑  Kim, S., Tachikawa, Y., Nakakita, E., & Takara, K. (2009). Climate change impact on water resources management in the Tone River Basin, Japan. Kyoto University Disaster Prevention Research Institute Annual Report. no. 52B, pp. 587-606
63. 1 2 3 4 5 6  Ogawa-Onishi, Y. and Berry, P.M. (2013) ‘Ecological impacts of climate change in Japan: The importance of integrating local and international publications’, Biological Conservation, 157, pp. 361–371. Available at: https://doi.org/10.1016/j.biocon.2012.06.024
64. ↑  “真冬の北海道、民家から１００ｍの雪上に３０～４０センチのクマ足跡…体長２メートルの成獣か”. 読売新聞オンライン (2025年1月4日). 2025年1月9日閲覧。
65. ↑  Hiura, Tsutom; Go, Sato; Iijima, Hayato (2019-10-01). “Long-term forest dynamics in response to climate change in northern mixed forests in Japan: A 38-year individual-based approach” (英語). Forest Ecology and Management 449:  117469. doi:10.1016/j.foreco.2019.117469. ISSN 0378-1127.
66. ↑  “Japan” (英語). G20 Climate Risk Atlas (2021年10月19日). 2023年4月29日閲覧。
67. 1 2  Komatsu, Masayuki; Nakamura, Tomoko (2021-10-01). “Ecosystem management for protection of Japanese ocean and fishery resources” (英語). Marine Policy 132:  104682. doi:10.1016/j.marpol.2021.104682. ISSN 0308-597X.
68. ↑  “「モニタリングサイト1000第４期とりまとめ報告書概要版」及び「モニタリングサイト1000里地調査2005-2022年度とりまとめ報告書」の公表について”. 環境省. 2024年10月9日閲覧。
69. ↑  “モニタリングサイト1000里地調査2005-2022年度 とりまとめ報告書の公表”. 日本自然保護協会オフィシャルサイト. 2024年10月9日閲覧。
70. ↑  日本放送協会 (2024年10月6日). “里山などの鳥類 スズメなど16種が“絶滅危惧種”相当の減少 | NHK”. NHKニュース. 2024年10月9日閲覧。
71. ↑  “動植物減少：里山の鳥・チョウ急減 オオムラサキ年10．4％、スズメ3．6％ 温暖化影響 環境省など報告書”. 毎日新聞. 2024年10月9日閲覧。
72. ↑  Sayer, Catherine A.; Fernando, Eresha; Jimenez, Randall R.; Macfarlane, Nicholas B. W.; Rapacciuolo, Giovanni; Böhm, Monika; Brooks, Thomas M.; Contreras-MacBeath, Topiltzin et al. (2025-01-08). “One-quarter of freshwater fauna threatened with extinction” (英語). Nature:  1–8. doi:10.1038/s41586-024-08375-z. ISSN 1476-4687.
73. ↑  “淡水生物4分の1絶滅危機 日本固有の魚は4割（共同通信）”. Yahoo!ニュース. 2025年1月9日閲覧。
74. ↑  Barbarossa, Valerio; Bosmans, Joyce; Wanders, Niko; King, Henry; Bierkens, Marc F. P.; Huijbregts, Mark A. J.; Schipper, Aafke M. (2021-03-15). “Threats of global warming to the world’s freshwater fishes” (英語). Nature Communications 12 (1):  1701. doi:10.1038/s41467-021-21655-w. ISSN 2041-1723.
75. ↑  Urban, Mark C. (2024-12-06). “Climate change extinctions”. Science 386 (6726):  1123–1128. doi:10.1126/science.adp4461.
76. ↑  “ムツゴロウが新たに絶滅危惧種に…国際自然保護連合がレッドリスト公表”. 読売新聞オンライン (2025年3月28日). 2025年3月28日閲覧。
77. ↑  “Great Blue Spotted Mudskipper Boleophthalmus pectinirostris has most recently been assessed for The IUCN Red List of Threatened Species in 2024. Boleophthalmus pectinirostris is listed as Vulnerable under criteria A2bcd.”. 2025年3月28日閲覧。
78. ↑  Team, PSL Web. “Marine Heatwaves : NOAA Physical Sciences Laboratory” (英語). psl.noaa.gov. 2025年4月6日閲覧。
79. ↑  “NASA Analysis Shows Unexpected Amount of Sea Level Rise in 2024 - NASA” (英語) (2025年3月13日). 2025年3月17日閲覧。
80. ↑  ““海の温暖化” 海洋熱波 いったい何が起きている？影響は？ ｜ NHK防災”. site_name. 2025年4月6日閲覧。
81. ↑  Sato, M. et al. (2020) ‘Changes in the potential stocks of coral reef ecosystem services following coral bleaching in Sekisei Lagoon, southern Japan: implications for the future under global warming’, Sustainability Science, 15(3), pp. 863–883. Available at: https://doi.org/10.1007/s11625-019-00778-6
82. ↑  McCurry, Justin (2017年1月12日). “Almost 75% of Japan's biggest coral reef has died from bleaching, says report” (英語). The Guardian. ISSN 0261-3077 2023年5月16日閲覧。
83. ↑  “世界のサンゴ４４％が絶滅危機、日本近海は１７８種…１６年間で大幅増「ガス排出の大幅削減を」”. 読売新聞オンライン (2024年11月13日). 2025年3月17日閲覧。
84. ↑  IPCC (2018). “Summary for Policymakers”. Global warming of 1.5°C: An IPCC Special Report on the impacts of global warming of 1.5°C. pp. 8
85. ↑  “日本野鳥の会 : 三宅島で大規模なサンゴの白化現象を確認”. 日本野鳥の会. 2025年5月28日閲覧。
86. ↑  “宮城の海の異変 ハワイの高級魚シイラの水揚げが増える | khb東日本放送”. khb. 2025年1月30日閲覧。
87. ↑  “Oulastrea crispata (Lamarck, 1816) 　キクメイシモドキ”. www.nies.go.jp. 2025年3月17日閲覧。
88. ↑  “山形県沖でサンゴ発見、「北限」佐渡から８０キロ北上…不向きとされた低水温でも生息”. 読売新聞オンライン (2024年11月20日). 2025年3月17日閲覧。
89. ↑  Wong, Carissa (2023-12-01). “Climate change is also a health crisis — these 3 graphics explain why” (英語). Nature 624 (7990):  14–15. doi:10.1038/d41586-023-03804-x.
90. ↑  Hasegawa, T.; Kuwagata, T.; Nishimori, M.; Ishigooka, M.; Murakami, M.; Yoshimoto, M.; Matsuzaki, H. (2009). “Recent warming trends and rice growth and yield in Japan. In MARCO Symposium on Crop Production under Heat Stress: Monitoring, Impact Assessment and Adaptation.”. National Institute for Agro-Environmental Studies, Tsukuba, Japan.
91. ↑  Matsumoto, K., & Takagi, M. (2017). Climate Change Impact and Adaptation on Rice Production in Japan. Environmental Science, vol 30, no. 6, pp. 346–356
92. ↑  .Ishigooka, Y., Fukui, S., Hasegawa, T., Kuwagata, T., Nishimori, M., & Kondo, M. (2017). Large-scale evaluation of the effects of adaptation to climate change by shifting transplanting date on rice production and quality in Japan. Journal of Agricultural Meteorology, 73(4), 156-173
93. ↑  Ishigooka, Y., Nishimori, M., Kuwagata, T., & Hasegawa, T. (2019). Impact of Climate Change on Rice Productivity and Adaptation Strategy in Japan. Climate Smart Agriculture for the Small-Scale Farmers in the Asian and Pacific Region, vol 177
94. ↑  https://www.maff.go.jp/j/kanbo/kankyo/seisaku/climate/adapt/attach/pdf/top-13.pdf　農林水産分野の主な適応策、農林水産省、2023年5月
95. ↑  “都市人口比率_17カ国 | Data”. Global Market Surfer. 2024年2月11日閲覧。
96. 1 2 3  Department of Economic and Social Affairs (DESA) (2019), Population Division. United Nations, 2018 Revision of World Urbanization Prospects
97. 1 2  Nakamura, S., Kusaka, H., Sato, R., & Sato, T. (2022). Heatstroke Risk Projection in Japan under Current and Near Future Climates. Journal of the Meteorological Society of Japan.Ser. II, 100(4), 597-615
98. ↑  “【サントリー×ウェザーマップ社共同検証】 判明！真夏日、地面に近い子どもの高さの気温は大人より7℃高い！小さな子ども特有の暑熱環境「こども気温」を知ることが 子どもの熱中症対策の第一歩！”. 2025年6月11日閲覧。
99. 1 2  Dasgupta, S., van Maanen, N., Gosling, S. N., Piontek, F., Otto, C., & Schleussner, C. F. (2021). Effects of climate change on combined labour productivity and supply: an empirical, multi-model study. The Lancet Planetary Health, vol. 5, no. 7, pp.455-465
100. ↑  Ryan, S. J., Carlson, C. J., Mordecai, E. A., & Johnson, L. R. (2019). Global expansion and redistribution of Aedes-borne virus transmission risk with climate change. PLoS neglected tropical diseases, 13(3), e0007213
101. ↑  Quam, M. B., Sessions, O., Kamaraj, U. S., Rocklöv, J., & Wilder-Smith, A. (2016). Dissecting Japan's dengue outbreak in 2014. The American Journal of Tropical Medicine and Hygiene, 94(2), 409
102. ↑  Macnee, R., Tokai, A., & Kim, O. Y. (2016). A Comparative Analysis of Malaria Risk in Japan and the Republic of Korea: Current Trends and Future Risk in the Context of Climate Change. Journal of the Japan Society for Risk Research, 25(4), 189-198
103. ↑  Japanese Red Cross Society (JRC) (2018). Japan Floods and Landslides 2018. Available at: https://www.jrc.or.jp/english/relief/180719_005356.html Accessed: 2023-04-28
104. ↑  “Gist of the Kyoto Protocol Target Achievement Plan” United Nations Framework Convention on Climate Change and then they beat each other up
105. ↑  McCurry, Justin (2020年10月26日). “Japan will become carbon neutral by 2050, PM pledges” (英語). The Guardian. ISSN 0261-3077 2020年10月26日閲覧。
106. ↑  “Japan 2030: Tackling climate issues is key to the next decade” (英語). Deep reads from The Japan Times. 2020年9月24日閲覧。
107. ↑  “Japan's New Climate Pledge Faces a Massive Hurdle”. www.msn.com. 2020年11月8日閲覧。
108. ↑  “気候変動適応計画 | 法律・計画 | 政府の取組 | 国の取組 | 気候変動適応情報プラットフォーム（A-PLAT）”. adaptation-platform.nies.go.jp (2023年6月20日). 2024年2月12日閲覧。
109. ↑  Climate Policy Radar (2015), National Plan for Adaptation to the Impacts of Climate Change. Available at: https://climate-laws.org/document/national-plan-for-adaptation-to-the-impacts-of-climate-change_7186 Accessed at: 2023-04-28
110. ↑  “Japan has a chequered record on climate change”. The Economist. ISSN 0013-0613 2023年5月16日閲覧。
111. ↑  “解体までの建築物「生涯ＣＯ２」算出義務化へ、政府が制度検討”. 読売新聞オンライン (2025年1月6日). 2025年1月9日閲覧。
112. ↑  “Japan aims to shut down 100 inefficient coal plants within decade”. The Japan Times.  オリジナルの2020年7月3日時点におけるアーカイブ。 2020年7月3日閲覧。
113. ↑  Sengupta, Somini (2020年4月1日). “Japan's climate plan sends 'wrong signal'”. The New York Times 2020年4月1日閲覧。
114. ↑  R. Liu, Peiran; E. Raftery, Adrian (9 February 2021). “Country-based rate of emissions reductions should increase by 80% beyond nationally determined contributions to meet the 2 °C target”. Communications Earth & Environment 2 (1):  29. Bibcode: 2021ComEE...2...29L. doi:10.1038/s43247-021-00097-8. PMC 8064561. PMID 33899003.
115. ↑  “1.5°C-consistent benchmarks for enhancing Japan's 2030 climate target | Climate Action Tracker”. climateactiontracker.org (2021年3月4日). 2021年3月4日時点のオリジナルよりアーカイブ。2021年3月10日閲覧。
116. ↑  “日本政府の温室効果ガス削減「目標が低すぎ」と各界から批判の声。 今何が起こっているのか？【解説】”. ハフポスト (2024年12月10日). 2025年1月9日閲覧。
117. ↑  “温室ガス60％減「低すぎ」 企業や団体、政府目標批判（共同通信）”. Yahoo!ニュース. 2025年1月9日閲覧。
118. ↑  “地球温暖化対策のための税の導入”. 環境省. 2024年2月12日閲覧。
119. ↑  “Taxing Energy Use 2019: Country Note – Japan”. oecd.org (2019年). 2021年9月4日時点のオリジナルよりアーカイブ。2021年7月6日閲覧。
120. ↑  Obayashi, Yuka; Golubkova, Katya; Obayashi, Yuka (2023年10月11日). “Explainer: Japan's carbon pricing scheme kicks off at Tokyo Stock Exchange” (英語). Reuters 2023年11月12日閲覧。
121. ↑  “Progress of Local Adaptation in Japan”.   Institute for Global Environmental Strategies (2021年1月). 2021年4月2日閲覧。
122. ↑  World Business Council for Sustainable Development (WBCSD) Archived January 4, 2009, at the Wayback Machine.
123. ↑  Arimura, Toshi H.; Abe, Tatsuya (2021-03-18). “The impact of the Tokyo emissions trading scheme on office buildings: what factor contributed to the emission reduction?” (英語). Environmental Economics and Policy Studies 23 (3):  517–533. doi:10.1007/s10018-020-00271-w. ISSN 1432-847X.